# Dvojstředový čtyřúhelník
Čtyřúhelník, kterému je možné opsat i vepsat kružnici označujeme jako dvojstředový. Je to tedy zároveň tětivový i tečnový čtyřúhelník.

## Příklady
Nejjednodušší dvojstředový čtyřúhelník je čtverec.
Složitějšími souměrnými typy jsou dvojstředový rovnoramenný lichoběžník a pravoúhlý deltoid.

## Vlastnosti
Dvojstředový čtyřúhelník má stejné součty velikostí protilehlých úhlů,
{\displaystyle \alpha +\gamma =\beta +\delta (=\pi )}
i stejné součty délek protilehlých stran,
{\displaystyle a+c=b+d.}
Pro jeho obsah platí (z Brahmaguptova vzorce)
{\displaystyle S={\sqrt {abcd}}.}